# Uchidiha
Uchidiha (nep. उचिडिहा) – gaun wikas samiti w środkowej części Nepalu w strefie Narajani w dystrykcie Bara. Według nepalskiego spisu powszechnego z 2001 roku liczył on 550 gospodarstw domowych i 3730 mieszkańców (1778 kobiet i 1952 mężczyzn).